# Bezpečnostní přeliv

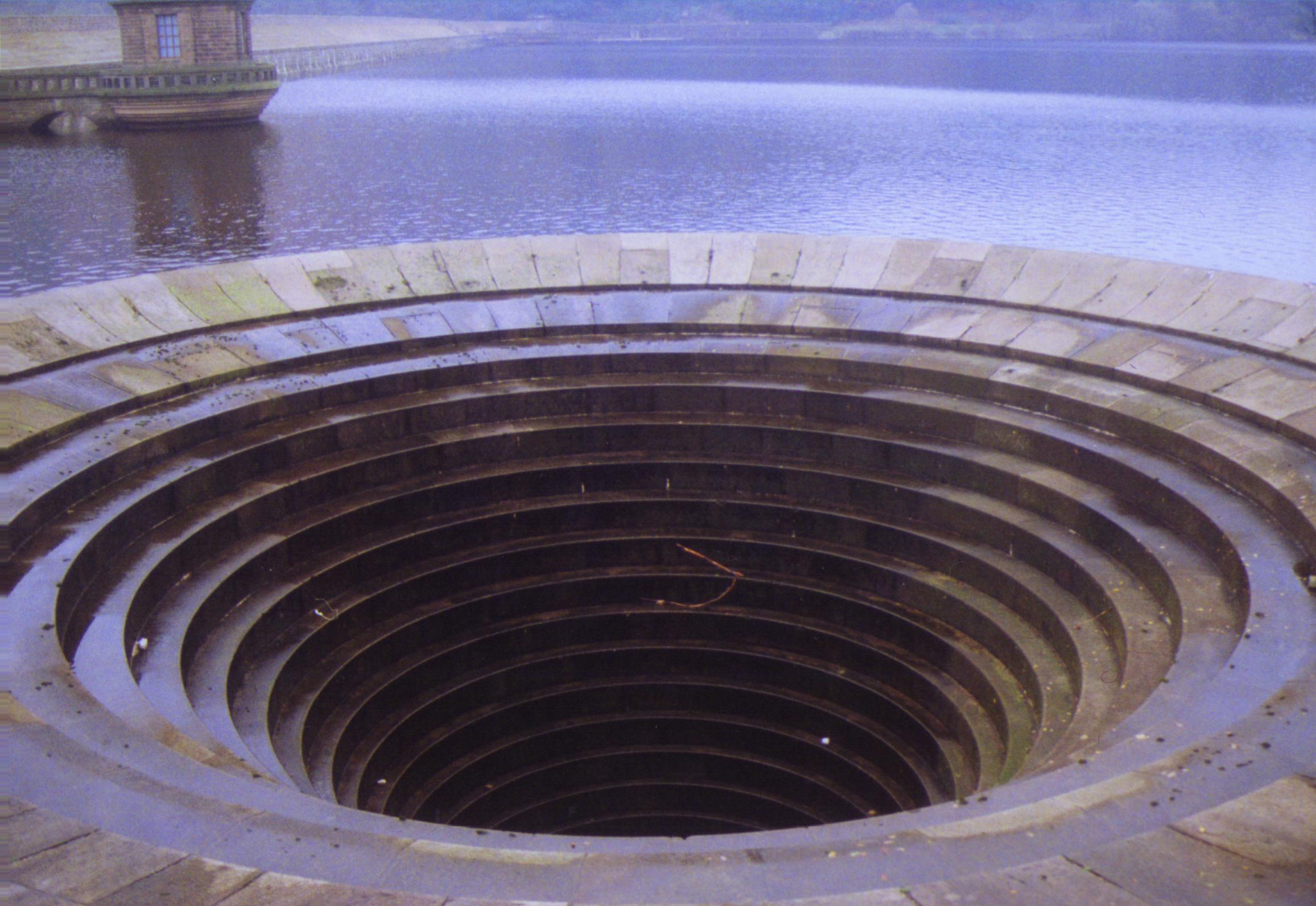
Šachtový bezpečnostní přeliv

Bezpečnostní přeliv je objekt vodního díla, sloužící jako ochrana proti přelití hráze. Umožňuje bezpečný odtok přebytečné vody (např. při povodni) přes hráz.
Přeliv se dle typu skládá z přelivné hrany (hrazené nebo nehrazené), spadiště, odpadu, skluzu a vývaru. Aby se zamezilo případnému ucpání, staví se před přelivnou hranu česle.

## Typy přelivů

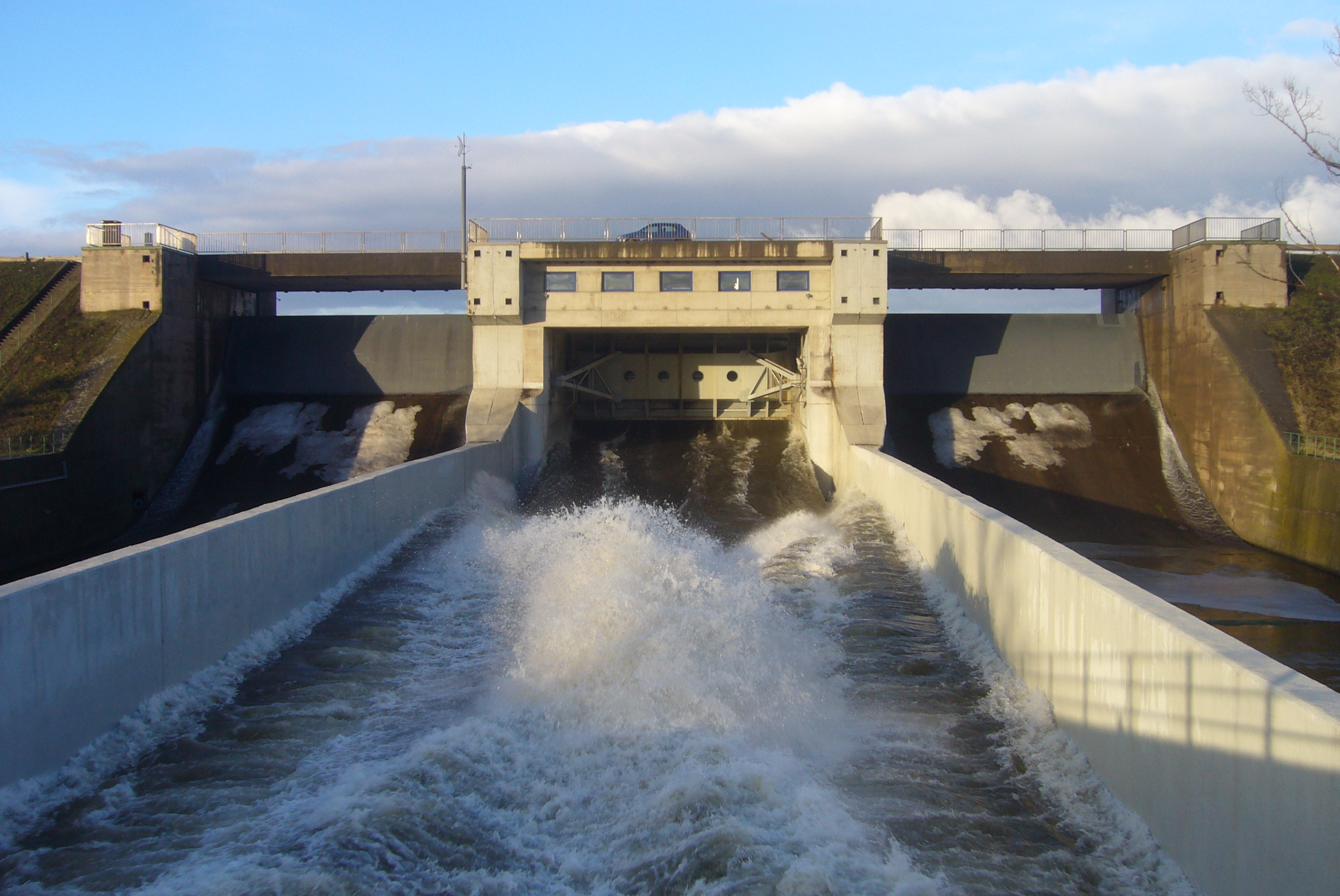
Bezpečnostní přeliv vodní nádrže Nechranice

- přímý (čelní) nebo korunový (umístěn v tělese hráze, v její koruně)
- boční (umístěn mimo těleso hráze, v břehu)
- kašnový (těleso přelivu je vysunuto do nádrže, voda padá přes přelivnou hranu do spadiště)
- šachtový (voda je odváděna šachtou v tělese hráze)
- propustkový (trubka v koruně hráze v úrovni maximální hladiny nádrže)
- kombinovaný
- speciální (např. nouzové)